# 蘭州大学
蘭州大学（らんしゅうだいがく、英語: Lanzhou University）は、中国甘粛省蘭州市に本部を置く中国の国立大学。1909年創立、1925年大学設置。
大学の略称は蘭大。2014年時点では、学校の面積は3807畝、建築面積は 万平方メートル、生徒数約 万余人、本科生20081人、研究生10821人、教職員4296人。
中国の副部級大学の一つである。国家重点実験室も持っている。985工程、211工程、双一流の成員校として、国家重点大学である。

## 沿革
- 1909年、蘭州大学の起源となる甘粛法政学堂を大清甘粛省政府が設立。
- 1909年、「法政学堂」と改称。甘粛提学使司が学校を接収し、管理するようになる。
- 1909年2月5日、「甘粛官立法政学堂」と改称。
- 1909年7月、学堂甘粛城西大街に移転。
- 1912年2月24日、陝西農民暴動、教学活動終止。
- 1913年6月、名称を甘粛公立法政専門学校に変更。
- 1925年7月15日、「甘粛省立中山学院」と改称。
- 1928年、「蘭州中山大学」と改称。
- 1931年5月、「省立甘粛学院」と改称。
- 1944年3月、「国立甘粛学院」と改称。
- 1946年、「国立蘭州大学」と改称。
- 1949年、蘭州大学と改称。
- 1952年 中華人民共和国成立に伴う高校間の学部などの調整により、各院系分離。ロシア語、英語、少数民族語言系分出。
- 1953年、西北芸術学院文学系を吸収合併する。中華人民共和国教育部は蘭州大学を全国重点綜合性大学に認定した。
- 1954年、医学系分出組建蘭州医学院。
- 1965年、南開大学核物理系、放化専業併合入蘭州大学現代物理系。
- 2002年、甘粛省草原生態研究所を吸収合併する。
- 2004年11月18日、蘭州医学院を吸収合併する。
- 2009年、学校創立記念100週年式典を挙行。

## 基礎データ
- 所在地
  - 甘粛省蘭州市城関区
- 校訓
  - 「自強不息、獨樹一幟」。校訓は周易の「乾卦」に見える「天行健、君子以自強不息」の名句に由来する；清代袁枚の随園詩話の「卷六」に見える「欧公学韓文、而所作文全不似韓、此八家中所以獨樹一幟也」の名句に由来する。
- 校歌
  - 「蘭州大学校歌」

## 組織
「学院」も「系」も日本の大学の学部にほぼ相当する。「学部」は「学院」と「系」の上の編成で、実体はなく、日本の「学部」とは位置付けが異なっている。妙訳がないのでそのまま記す。
- 萃英学院
- 国際文化交流学院
- 文学院
- 新聞と伝播学院
- 歴史文化学院
- 哲学社会学院
- 経済学院
- 管理学院
- 外国語学院
- 法学院
- マルクス主義学院
- 芸術学院
- 教育学院
- 数学と統計学院
- 物理科学と技術学院
- 核科学と技術学院
- 信息科学と工程学院
- 化学化工学院
- 草地農業科技学院
- 生命科学学院
- 大気科学学院
- 資源環境学院
- 土木工程と力学学院
- 地質科学と砿産資源学院
- 薬学院
- 基礎医学院
- 口腔医学院
- 公共衛生学院
- 第一臨床医学院
- 第二臨床医学院
- 体育教研部
- 網絡と継続教育学院

## 附属機関

### 附属図書館
- 蘭州大学図書館 - 蔵書数は全館合計で約315万冊

## 学科ランキング
2012年度の「中華人民共和国教育部学科評価」により、中国国内において特に強みを持つ研究分野は以下である。
| 中国国内の順位 | 専攻分野 |
| -------------- | -------- |
| 4              | 地理学   |
| 3              | 民族学   |

## 大学の人物一覧

### 教授
- 学長：王乗
- 党委書記：王寒松

### 歴代学長
| 任期                 | 名字   | 注 |
| -------------------- | ------ | -- |
| 1913年-1917年        | 蔡大愚 |    |
| 1918年1月-1918年2月  | 李懈   |    |
| 1918年3月-1923年1月  | 施国禎 |    |
| 1923年1月-1923年3月  | 張瑛   |    |
| 1923年3月-1923年7月  | 趙元貞 |    |
| 1923年7月-1926年2月  | 施国禎 |    |
| 1926年2月-1927年3月  | 沙明遠 |    |
| 1927年3月-1928年2月  | 楊集瀛 |    |
| 1928年2月-1928年11月 | 馬鶴天 |    |
| 1928年11月-1929年3月 | 李世軍 |    |
| 1929年4月-1929年5月  | 駱力学 |    |
| 1929年5月-1936年5月  | 鄧春膏 |    |
| 1936年5月-1937年4月  | 田炯錦 |    |
| 1937年4月-1938年2月  | 朱銘心 |    |
| 1938年2月-1941年1月  | 王自治 |    |
| 1941年1月-1946年7月  | 宋恪   |    |
| 1946年8月-1949年8月  | 辛樹幟 |    |
| 1949年9月-1951年3月  | 辛安亭 |    |
| 1951年3月-1953年3月  | 曲正   |    |
| 1953年3月-1959年1月  | 林迪生 |    |
| 1959年1月-1966年6月  | 江隆基 |    |
| 1979年1月-1982年3月  | 劉冰   |    |
| 1982年3月-1984年4月  | 聶大江 |    |
| 1984年4月-1985年3月  | 徐躬耦 |    |
| 1985年3月-1993年3月  | 胡之徳 |    |
| 1993年3月-2006年5月  | 李発伸 |    |
| 2006年5月-           | 周緒紅 |    |

### 歴代書記
| 任期          | 名字   | 注 |
| ------------- | ------ | -- |
| 1957年-1960年 | 劉海聲 |    |
| 1960年-1966年 | 江隆基 |    |
| 1979年-1984年 | 劉冰   |    |
| 1984年-1985年 | 聶大江 |    |
| 1985年-1992年 | 劉衆語 |    |
| 1992年-1993年 | 王松山 |    |
| 1993年-2001年 | 蘇致興 |    |
| 2001年-2008年 | 陳徳文 |    |
| 2008年-       | 王寒松 |    |

### 卒業生

#### 科学者
- 劉有成：中国科学院院士
- 朱子清：中国科学院院士
- 秦大河：中国科学院院士
- 葛墨林：中国科学院院士
- 涂永強：中国科学院院士
- 周其林：中国科学院院士
- 鄭国錩：中国科学院院士
- 丑紀範：中国科学院院士
- 李吉均：中国科学院院士
- 鄺宇平：中国科学院院士
- 呂忠恕：中国科学院院士
- 王徳基：中国科学院院士
- 王景尊：中国科学院院士
- 陳耀祖：中国科学院院士
- 馮小明：中国科学院院士
- 段一士：中国科学院院士
- 汪志誠：中国科学院院士
- 舒紅兵：中国科学院院士
- 鄭暁静：中国科学院院士
- 徐躬耦：中国科学院院士
- 詹文龍：中国科学院院士
- 呉雲東：中国科学院院士
- 姚檀棟：中国科学院院士
- 周緒紅：中国工程院院士
- 王隴徳：中国工程院院士
- 夏佳文：中国工程院院士
- 黄文魁：中国工程院院士
- 葉開沅：中国工程院院士
- 銭伯初：中国工程院院士
- 郭聿琦：中国工程院院士
- 劉人懐：中国工程院院士
- 陳慶益：数学者、第三世界科学院院士
- 陳文源：皇家科学院院士

#### 学者
- 秦暉：清華大学学者
- 何明峰：農村学者
- 李暁西：経済学者
- 許志永：法律学者
- 顧頡剛：歴史学者
- 趙儷生：歴史学者
- 水天同：翻訳
- 高爾泰：作家
- 楊伯峻：語言学者
- 李陽：瘋狂英語設立者
- 水均益：中国中央電視台主持人
- 王同業：中国中央電視台製作人
- 郭振璽：中国中央電視台総監
- 封新城：新週刊主編
- 胡亜権：讀者主編

#### 政治家
- 陸浩：元甘粛省委書記
- 張学忠：元四川省委書記
- 楊利民：元内蒙古党委副書記
- 姜建初：最高人民検察院副検察長
- 貟小蘇：国土資源部副部長
- 郜風濤：国務院法製弁公室副主任。
- 劉立軍：甘粛省委常委、省委統戦部部長
- 李淑芬：寧夏自治区政協党组副書記、常務副主席
- 江亦曼：中国紅十字会常務副会長
- 侯雲春：国務院発展研究中心副主任
- 邵克文：甘粛省政協副主席
- 劉鴻庥：貴州省政協副主席
- 蘇志希：元甘粛省人大副主任
- 王鋭：甘粛省天水市市委書記
- 孫兆林：遼寧省葫芦島市委書記
- 肖慶平：甘粛省白銀市委書記
- 火栄貴：甘粛省武威市委書記
- 余斌原：四川省眉山市委書記
- 呉岩峻：海南省三亜市委副書記
- 許鋭：江西省瑞金市市長

## 対外関係

### 日本における協定校
- 東北大学
- 小樽商科大学
- 北海道大学
- 秋田大学
- 埼玉大学
- 東京女子医科大学
- 信州大学
- 三重大学
- 富山大学
- 福井大学
- 鳥取大学
- 広島大学

部局間協定
- 愛知県立大学と国際文化交流学院